# Carlos Torres
| Odkryte planetoidy: 37 | Odkryte planetoidy: 37 |
| ---------------------- | ---------------------- |
| (1973) Colocolo        | 18 lipca 1968          |
| (1974) Caupolican      | 18 lipca 1968          |
| (1992) Galvarino       | 18 lipca 1968          |
| (2028) Janequeo        | 18 lipca 1968          |
| (2282) Andrés Bello    | 22 marca 1974          |
| (2518) Rutllant        | 22 marca 1974          |
| (2654) Ristenpart      | 18 lipca 1968          |
| (2741) Valdivia        | 1 grudnia 1975         |
| (2784) Domeyko         | 15 kwietnia 1975       |
| (2858) Carlosporter    | 1 grudnia 1975         |
| (2976) Lautaro         | 22 kwietnia 1974       |
| (3050) Carrera         | 13 lipca 1972          |
| (3361) Orpheus         | 24 kwietnia 1982       |
| (3922) Heather         | 26 września 1971       |
| (3970) Herran          | 28 czerwca 1979        |
| (4269) Bogado          | 22 marca 1974          |
| (4853) Marielukac      | 28 czerwca 1979        |
| (4878) Gilhutton       | 18 lipca 1968          |
| (4881) Robmackintosh   | 1 grudnia 1975         |
| (5569) Colby           | 22 marca 1974          |
| (5659) Vergara         | 18 lipca 1968          |
| (6217) Kodai           | 1 grudnia 1975         |
| (6888) 1971 BD         | 27 stycznia 1971       |
| (6889) 1971 RA         | 15 września 1971       |
| (6940) 1972 HL         | 19 kwietnia 1972       |
| (7045) 1974 FJ         | 22 marca 1974          |
| (7151) 1971 SX         | 26 września 1971       |
| (7975) 1974 FD         | 22 marca 1974          |
| (8605) 1968 OH         | 18 lipca 1968          |
| (9917) Keynes          | 26 czerwca 1979        |
| (10993) 1975 XF        | 1 grudnia 1975         |
| (12660) 1975 NC        | 15 lipca 1975          |
| (16352) 1974 FF        | 22 marca 1974          |
| (17350) 1968 OJ        | 18 lipca 1968          |
| (27655) 1968 OK        | 18 lipca 1968          |
| (29079) 1975 XD        | 1 grudnia 1975         |
| (43722) Carloseduardo  | 18 lipca 1968          |
| 1. 2. 3.               |                        |

Carlos Torres (ur. 1929, zm. 2011) – astronom chilijski.
Pracując na Universidad de Chile odkrył, w latach 1968–1982, 37 planetoid (18 samodzielnie oraz 19 wspólnie z innymi astronomami). Odkrył także trzy komety jednopojawieniowe – C/1979 M3 (Torres), C/1980 L1 (Torres) i C/1987 F1 (Torres). Był członkiem Międzynarodowej Unii Astronomicznej.
Nazwa planetoidy (1769) Carlostorres upamiętnia Carlosa Torresa oraz hiszpańskiego astronoma o tym samym nazwisku – Carlosa Guillermo Torresa (1910–1965).